# Buchdruckerei H. Müller
Die Buchdruckerei H. Müller war eine Druckerei und Verlag in Meuselwitz in Thüringen von etwa 1870 bis etwa 1948.

## Geschichte
Hermann Müller übernahm um 1870 die Zeitung Bote von der Schnauder und wurde deren Herausgeber und Verleger. 1874 erwarb er ein Haus in der Poderschauer Gasse in Meuselwitz und betrieb dort seine Druckerei. 1894 verlegte er diese in ein größeres Gebäude in der Poststraße. Von 1904 ist der Kauf einer weiteren Druckmaschine bekannt. 1909 übernahm er die Herausgabe der Wintersdorfer Zeitung.
Um 1915 arbeiteten in dem Unternehmen etwa 20 Mitarbeiter. Der Bote von der Schnauder war in dieser Zeit die größtformatige Tageszeitung in Sachsen-Altenburg.
Seit den 1920er Jahren verlegte der Verlag vermehrt Regionalliteratur, außerdem druckte er Schriften von Vereinen, Dissertationen aus Leipzig und weiteren Universitäten, und gab die Zeitschriften Mitteldeutscher Radsport und Thüringer Geflügelzüchter heraus. 1934 befand sich die Druckerei in der Freiligrathstraße 10. Von 1939 sind die vorerst letzten Publikationen aus dem Verlag bekannt.
1946/47 erhielt H. Müller eine neue Verlagslizenz durch die Sowjetische Militäradministration. 1947 gab er die Zeitschrift Thüringer Kleintierzüchter heraus. Bald danach wurde das Unternehmen aufgelöst.